# بيتر غافين
بيتر غافين هو سياسي كندي، ولد في 15 أكتوبر 1847، وتوفي في 12 فبراير 1931.